# Shūeisha
Shūeisha (集英社?) è una grande casa editrice giapponese con sede a Tokyo. Il nome deriva dalla frase Eichi ga tsudou (英知が集う?), traducibile come "Raccogli il sapere". La pronuncia on'yomi del kanji 集 è shū.

## Storia
La compagnia venne fondata nel 1925 come la divisione dedicata all'intrattenimento dell'editore Shogakukan. L'anno seguente la Shūeisha divenne una compagnia semi-indipendente. La Shūeisha pubblica dal 1968 la rivista Weekly Shōnen Jump, una delle riviste di manga giapponesi più popolari; inoltre organizza il Tezuka Award. Nel 1973 fondò la Hakusensha, da cui successivamente divenne semi-indipendente. Dall'autunno 2009, assieme alla Shogakukan, pubblica manga direttamente in Europa.
Insieme a Shōgakukan ha fondato Viz Media, società che offre servizi digitali come l'applicazione Shonen Jump per la lettura di manga.
Nel 2011 la Shueisha lanciò la nuova rivista di manga chiamata Miracle Jump. Nell'ottobre 2016 annunciò la creazione di un nuovo dipartimento chiamato Dragon Ball Room. Il dipartimento è supervisionato dal capo di V Jump con lo scopo di ottimizzare ed espansione il marchio punta di diamante della casa editrice.
Il 28 gennaio 2019 la Shueisha lanciò globalmente una versione internazionale di Weekly Shōnen Jump chiamata Manga Plus. Il servizio è disponibile in tutti i paesi tranne Cina e Corea del Sud che hanno servizi separati. Come per la sua controparte giapponese, ha un ampio catalogo di manga, compresi quelli di altre riviste oltre a Shōnen Jump, che possono essere letti gratuitamente.
Nel 2022 Shueisha fondò la divisione Shūeisha Games. La società sta sviluppando oltre cinque progetti di cui uno per smartphone con design fatti da alcuni mangaka dipendenti di Weekly Shōnen Jump Il 30 maggio 2022, Shueisha, Wit Studio, CloverWorks e Aniplex fondarono lo studio Joen.

## Manga più venduti in Giappone
| Titolo dell'opera                                 | Milioni di copie | Volumi totali (tankōbon) | Milioni di copie per singolo tankōbon | Pubblicazione |
| ------------------------------------------------- | ---------------- | ------------------------ | ------------------------------------- | ------------- |
| One Piece                                         | 307,4            | 104                      | 3,703                                 | in corso      |
| Dragon Ball                                       | 159,5            | 42                       | 3,798                                 | conclusa      |
| Kochira Katsushika-ku Kameari kōen-mae hashutsujo | 157,2            | 201                      | 0,836                                 | conclusa      |
| Naruto                                            | 131,5            | 72                       | 1,852                                 | conclusa      |
| Slam Dunk                                         | 121,3            | 31                       | 3,912                                 | conclusa      |

Queste sono i cinque manga della Shūeisha che hanno venduto di più, nonché le uniche serie che hanno superato 100 milioni di copie: la prima in arco temporale fu Dragon Ball, l'ultima Naruto nell'aprile del 2010. Dragon Ball, Slam Dunk, Naruto e Kochira Katsushika-ku Kameari kōen-mae hashutsujo sono serie complete, mentre One Piece è ancora in corso e quindi le copie vendute sono in aumento; di questi solo One Piece ha superato la cifra record di 300 milioni di copie vendute.

## Riviste pubblicate

### Manga

#### Shōnen
- Jump Square (ex Monthly Shōnen Jump)
  - Jump SQ II (Second)
- Shōnen Jump (ex Shōnen Book)
  - Jump NEXT!
- V-Jump (ex Hobby's Jump)
- Saikyō Jump

#### Shōjo
- Bessatsu Cobalt
- Cobalt
- Cookie
- Cookie Box
- Cookie Fresh
- Bessatsu Margaret (Betsuma)
- Margaret
- Deluxe Margaret
- Ribon
- Ribon Original
- Select You
- Tokumori
- Maria-sama ga miteru

#### Seinen
- Bart
- Business Jump (chiusa)
  - Business Jump: Kon
- Grand Jump
- Manga Allman (chiusa)
- Super Jump (chiusa)
- Oh Super Jump
- Ultra Jump
- Weekly Playboy
- Weekly Young Jump
  - Mantarou
  - Monthly Young Jump
  - Mankaku (chiusa)

#### Josei
- Bessatsu Chorus
- Bessatsu You
- Chorus (cambiato nome in Cocohana)
- Cocohana
- The Margaret
- YOU
- Young YOU (chiusa)
- Office YOU

### Altre riviste
- Playboy
- Non-No
- Seventeen

## Alcuni manga pubblicati sotto l'etichetta Jump Comics
- 100% Fragola
- Ashita dorobo
- Assassination Classroom
- B gata H kei
- Bakuman
- Battle Angel Alita
- Black Clover
- Bleach
- Bobobo-bo Bo-bobo
- Boruto: Naruto Next Generations
- Capitan Tsubasa
- City Hunter
- D.Gray-man
- Dai - La grande avventura
- DanDaDan
- Death Note
- Demon Slayer - Kimetsu no yaiba
- Dr. Slump & Arale
- Dr. Stone
- Dragon Ball
- Dragon Ball Super
- DNA²
- Excuse Me, Dentist!
- Elfen Lied
- Eyeshield 21
- Gantz
- Gate 7
- Ginga: Nagareboshi Gin
- Gintama
- Hikaru no Go
- Hime-sama "gōmon" no jikan desu
- Hunter × Hunter
- I"s
- Il guerriero alchemico
- Il prezzo di una vita - I Sold My Life for Ten Thousand Yen per Year
- Il principe del tennis
- Inferno e Paradiso
- Jujutsu kaisen - Sorcery Fight
- Ken il Guerriero
- Kenshin samurai vagabondo
- Kinnikuman
- Kiruru Kill Me
- Kochira Katsushika-ku Kameari Kōen-mae Hashutsujo
- Lady Oscar
- Le bizzarre avventure di JoJo
- Legendz
- Nana
- Naruto
- One Piece
- One-Punch Man
- Perfect Crime
- Read or Die
- Saint Seiya - I Cavalieri dello zodiaco
- Samurai 8: La leggenda di Hachimaru
- Slam Dunk
- Shaman King
- Tokyo Ghoul
- Toriko
- Video Girl Ai
- Yu-Gi-Oh!
- Yu degli spettri
- Whistle! (da cui è stato tratto l'anime conosciuto in italiano come Dream Team)
- Zetman